# Manduca prestoni
Espèce
Manduca prestoni est une espèce de papillons de nuit de la famille des Sphingidae, de la sous-famille des Sphinginae et de la tribu des Sphingini.

## Description
L'espèce est semblable en apparence à plusieurs autres membres du genre Manduca, mais surtout à Manduca lefeburii, à laquelle elle se compare plus étroitement. Elle s'en écarte par la bande transversale foncée sur le dessus de l'aile antérieure qui traverse la tache discale, qui est plus étroite, moins diffuse et ne parvient pas à la marge extérieure.

## Distribution et habitat
Distribution
L'espèce est connue au Brésil, en Guyane, en Équateur et en Bolivie.

## Biologie
Les imagos volent en octobre.

## Systématique
- L'espèce Manduca prestoni a été décrite par l'entomologiste sud-africain Bruno Gehlen en 1926 sous le nom initial de Protoparce prestoni.

### Synonymie
- Protoparce prestoni Gehlen, 1926 Protonyme